# Chu Vũ (Thủy hử)
Chu Vũ (chữ Hán: 朱武; bính âm: Zhū Wǔ), ngoại hiệu Thần Cơ Quân Sư (chữ Hán: 神機軍師; tiếng Anh: Resourceful Strategist; tiếng Việt: Quân Sư Giỏi Kế) là một nhân vật hư cấu trong tiểu thuyết văn học cổ điển Trung Hoa Thủy Hử. Chu Vũ xếp thứ 37 trong 108 vị đầu lĩnh Lương Sơn Bạc và xếp thứ một trong 72 vị sao Địa Sát, được sao Địa Khôi Tinh (chữ Hán: 地魁星; tiếng Anh: Leader Star) chiếu mệnh.

## Xuất thân
Vốn người đất Định Viễn, Chu Vũ chuyên sử dụng song đao  và là người biết ít nhiều về trận pháp, tinh thông mưu lược. Chu Vũ là một trong 3 đầu đảng (cùng Dương Xuân, Trần Đạt) thảo khấu ở núi Thiếu Hoa (少華山; nay nằm phía Đông Nam huyện Hoa, Vị Nam, Thiểm Tây). Nhóm cướp hoành hành huyện Hoa Âm và dân chúng gần đó không ai dám đến gần núi Thiếu Hoa. Quan lại Hoa Âm bắt mãi không được, nên treo giải thưởng ba nghìn quan tiền để bắt và dẹp loạn cướp, nhưng không ai dám lên núi để dẹp loạn này. Một lần, khi nhóm cướp dự định tấn công huyện Hoa Âm để cướp lương thực, Chu Vũ và Dương Xuân đều ngại vì trên đường đến huyện Hoa Âm cần phải đi qua thôn Sử Gia nơi Cửu Văn Long Sử Tiến được biết đến là người cực kỳ giỏi võ nghệ và sẵn sàng chống cướp. Trần Đạt không đồng ý với nhận xét của Chu Vũ, Dương Xuân và quyết định đem quân đi diệt phá thôn Sử Gia rồi tấn công huyện Hoa Âm. Nhưng trong trận đấu, Trần Đạt đã bị Sử Tiến hạ và bắt trói và đợi khi bắt được cả Chu Vũ, Dương Xuân sẽ đem lên huyện nộp. Biết được việc Trần Đạt bị Sử Tiến bắt, Chu Vũ, Dương Xuân đã đến thôn Sử Gia năn nỉ Sử Tiến tha cho Trần Đạt. Cảm động với tình bằng hữu của Chu Vũ, Dương Xuân sẵn sàng chịu trói cùng Trần Đạt, Sử Tiến tha Trần Đạt và kết giao với cả 3.
Sau việc này, mối quan hệ giữa 4 người càng được thắt chặt với quà cáp và viếng thăm từ hai phía cho nhau. Nhưng một hôm, một người thợ săn tên Lý Cát phát hiện được chuyện Sử Tiến giao du với bọn Chu Vũ, Trần Đạt, Dương Xuân đã đem tin báo quan, cả thôn Sử Tiến bị bao vây. Sử Tiến châm lửa đốt thôn và cả bốn người lui về núi Thiếu Hoa.

## Gia nhập Lương Sơn Bạc
Chu Vũ cùng với Dương Xuân, Trần Đạt, Sử Tiến sau này được Lỗ Trí Thâm gợi ý mời gia nhập Lương Sơn Bạc. Trong một lần khi biết được Sử Tiến bị bắt, Lỗ Trí Thâm quyết định cứu Sử Tiến nhưng thất bại và bị bắt. Khi hay tin ấy, Chu Vũ báo tin cho các đầu lĩnh Lương Sơn Bạc đến giải cứu Sử Tiến, Lỗ Trí Thâm. Cuộc giải cứu thành công và cả bốn người Chu Vũ, Dương Xuân, Trần Đạt, Sử Tiến đã theo các đầu lĩnh về và gia nhập Lương Sơn Bạc.

## Chức vụ
Khi phân định ngôi thứ ở Lương Sơn Bạc, Chu Vũ xếp thứ 37 trong 108 vị đầu lĩnh Lương Sơn Bạc và xếp thứ một trong 72 vị sao Địa Sát, chức Đồng Tham Tán Quân Vụ Đầu Lĩnh (chữ Hán: 同參贊軍務頭領), một chức tương đương như quân sư, chuyên xem xét / đề nghị về việc dụng binh / hành quân.
Chu Vũ trở thành một trong những quân sư tại Lương Sơn Bạc. Chu Vũ và Công Tôn Thắng thường được giao nhiệm vụ bày binh bố trận và đi theo Lư Tuấn Nghĩa trong khi Ngô Dụng đi theo Tống Giang.

## Sau khi chiêu an và vân du
Sau khi nhận chiêu an, Chu Vũ cùng Tống Công Minh và các đầu lĩnh Lương Sơn Bạc tham gia các chiến dịch bình quân Liêu, các lực lượng khác chống đối triều đình nhà Tống và trong chiến dịch bình Phương Lạp.
Là một trong số ít các đầu lĩnh Lương Sơn Bạc sống sót trở về từ chiến dịch bình Phương Lạp, Chu Vũ không về kinh để nhận thưởng mà đã cùng Phàn Thụy theo Công Tôn Thắng biệt tích vân du, học đạo thần tiên.

## Trong Đãng Khấu Chí
Tại hồi 58, quân mã Vân Thiên Bưu vây đánh Lai Vu, nhưng Chu Vũ phòng thủ nghiêm ngặt, đánh mãi chưa phá được. Lưu Tuệ Nương dùng kế phá đê sông Vấn Hà, Lai Vu ngập trong biển nước. Quân triều đình cưỡi thuyền lên mặt thành, Mạnh Khang bị Phó Ngọc đâm chết, Đào Tông Vượng bị Văn Đạt dùng đao chém đứt làm đôi, Bào Húc, Chu Vũ bị bắt sống.